# کتاب سال جمهوری اسلامی ایران
کتاب سال جمهوری اسلامی ایران عنوان یک جایزه نیمه‌دولتی ایرانی است که هر ساله در بهمن ماه توسط خانه کتاب ایران و طی روزهای برگزاری آئین‌های بزرگداشت انقلاب سال ۱۳۵۷ در این کشور (دهه فجر)، با تأیید نهایی وزیر فرهنگ و ارشاد اسلامی به نویسندگان برگزیده و شایسته تقدیر در بخش‌های کلیات، فلسفه و روان‌شناسی، دین، علوم اجتماعی، زبان، علوم کاربردی، هنر، ادبیات و تاریخ و جغرافیا اعطا می‌شود.

## تاریخچه
جایزه کتاب سال در ایران، نخستین بار در سال ۱۳۳۴ با عنوان جایزه سلطنتی کتاب سال آغاز گردید و به پدیدآورندگان یازده کتاب برگزیده اهدا شد که در سال ۱۳۳۲ منتشر شده بودند. روند اعطای این جایزه از سال ۱۳۵۷ تا ۱۳۶۲ به علت وقوع انقلاب متوقف شد. در سال ۱۳۶۱ دوباره این موضوع در وزارت فرهنگ و ارشاد اسلامی مطرح گردید و در سال ۱۳۶۲ آیین‌نامه نحوه انتخاب کتاب سال توسط سیدمحمد خاتمی، وزیر وقت فرهنگ و ارشاد اسلامی تصویب شد. از آن به بعد هر سال در دهه فجر مراسم اهدای جایزهٔ کتاب سال برگزار می‌شود.

## انتقادها
این جایزه را مؤسسه خانه کتاب و ادبیات ایران برگزار می‌کند و هزینه‌های آن از بودجه دولتی تأمین می‌شود. نیکنام حسینی‌پور، مدیر عامل خانه کتاب در سال ۱۳۹۸ دربارهٔ استقلال این جایزه گفت: «اعمال نظر و فشار دیدگاه برای داوری و انتخاب کتاب‌ها از سوی دولت وجود ندارد». بیژن عبدالکریمی معتقد است که جایزه کتاب سال «فاقد اهمیت» است، چون به‌طور کلی در ایران «دولت و نهادهای اجرایی کشور از صلاحیت و مرجعیت فرهنگی برخوردار نیستند». همچنین، مدیرعامل خانه کتاب گفته که عدم تأمین بودجه باعث شده تا «این رویداد بزرگ فرهنگی کشور مضمحل شده یا زیر سؤال برود».

## دبیران
| دوره         | دبیر                            |
| ------------ | ------------------------------- |
| ۱۳۶۸–۱۳۷۸    | سید محمود یوسف ثانی             |
| ۱۳۷۹–۱۳۸۳    | سید علی موسوی (سرپرست دبیرخانه) |
| ۱۳۸۴–۱۳۸۵    | علی اوجبی                       |
| ۱۳۸۶         | منوچهر اکبری                    |
| ۱۳۸۷         | محمدعلی رمضانی فرانی            |
| ۱۳۸۸         | علی اوجبی                       |
| ۱۳۸۹         | محمدرضا سرشار                   |
| ۱۳۹۰–۱۳۹۱    | مجید حمیدزاده                   |
| ۱۳۹۲         | نجفقلی حبیبی                    |
| ۱۳۹۳ تا کنون | محمدعلی مهدوی راد               |

## جایزهٔ ابن‌سیناپژوهی
جایزهٔ ابن‌سیناپژوهی جایزه‌ای است که توسط دبیرخانهٔ جایزهٔ جهانی کتاب سال جمهوری اسلامی و گروه مطالعات فلسفهٔ اسلامی و قرون وسطای پژوهشگاه دانش‌های بنیادی به پایان‌نامه‌ها و مقاله‌های فارسی مرتبط با ابن‌سینا اعطا می‌شود. این جایزه پس از آن تشکیل شد که دیمیتری گوتاس، درخواست کرد هدیهٔ نقدی جایزهٔ کتاب سال جمهوری اسلامی که به او داده شده بود، به دادن جوایزی به بهترین پایان‌نامه‌های دانشگاهی و حوزوی دربارهٔ ابن‌سینا اختصاص پیدا کند.

### دوره‌های برگزاری
| دوره | سال اعطای جایزه | رساله‌های برگزیده | مقاله‌های برگزیده                                                                                |
| ---- | --------------- | --- | ----------------------------------------------------------------------------------------------- |
| اول  | ۱۳۹۷            | در این دوره هیچ رساله‌ای شایستهٔ دریافت این جایزه شناخته نشد اما این دو رساله شایستهٔ تقدیر شناخته شدند: «جایگاه تجربه در روش‌شناسی علمی ابن‌سینا» روح‌الله فدایی «خوانش دیدگاه ابن‌سینا دربارهٔ ضرورت قوانین طبیعت با نظر به ذات‌باوری معاصر» سکینه کریمی | -                                                                                               |
| دوم  | ۱۳۹۹            | «بازخوانی تحلیلی نظریهٔ ابن‌سینا دربارهٔ علم خداوند به جزئیات» امیرحسین زادیوسفی «آگاهی مرتبهٔ بالاتر در فلسفه ابن‌سینا» اکرم صفر نورالله | «استنتاج از دو ممکن نزد ابن‌سینا و رابطه آن با دو تعریف از قضایای حقیقیه و خارجیه» اسدالله فلاحی |
| سوم  |                 | |                                                                                                 |